# Kyal Sin
Kyal Sin   (Mandalay, 2002 - 3 de març de 2021) va ser una instructora i campiona de taekwondo que va ser assassinada el 3 de març del 2021 durant les protestes del 2021. Es va convertir en una icona del moviment de protesta no violent contra el cop d'estat després de ser assassinada a trets.
Durant el cop d'estat de Myanmar del 2021, Kyal Sin va començar a expressar el seu suport en línia al líder civil arrestat Aung San Suu Kyi i a la governant Lliga Nacional per la Democràcia. Va ser una de les adolescents que davant el que consideraven una injustícia van decidir centrar la seva vida en protestar.
El 3 de març de 2021, el dia que moriria a la protesta, va fer una publicació a Facebook on s'indicava el seu grup sanguini en cas que resultés ferida i el seu desig que es donessin els seus òrgans en cas de morir durant la protesta. Va participar en la protesta a Mandalay amb una samarreta negra amb el símbol de Tot anirà bé. Una fotografia d'ella amb la samarreta va esdevenir una icona. Segons les informacions, durant la protesta va obrir una canonada d’aigua per permetre als manifestants rentar-se els gasos lacrimògens dels seus ulls, va llançar una bomba de gas lacrimogen a la policia i va animar els manifestants a protegir-se quan rebien trets. Mentre estava a la primera línia de la protesta, va ser assassinada a trets per un franctirador militar.
Al seu funeral, el 4 de març de 2021 hi van assistir unes 100.000 persones i es va fer una "salutació de tres dits" contra l'autoritarisme. Molta gent també la va plorar, anomenant-la "àngel" i "heroïna". L'endemà, els soldats van anar al seu cementiri, van amenaçar amb armes al personal del cementiri i van bloquejar l'entrada, excavant a la força la tomba i el fèretre per fer-ne l’autòpsia sense el consentiment dels membres de la família.